# Strobilanthes moschifera
Strobilanthes moschifera är en akantusväxtart som beskrevs av Carl Ludwig von Blume. Strobilanthes moschifera ingår i släktet Strobilanthes och familjen akantusväxter. Inga underarter finns listade i Catalogue of Life.